# Orosia, Mureș

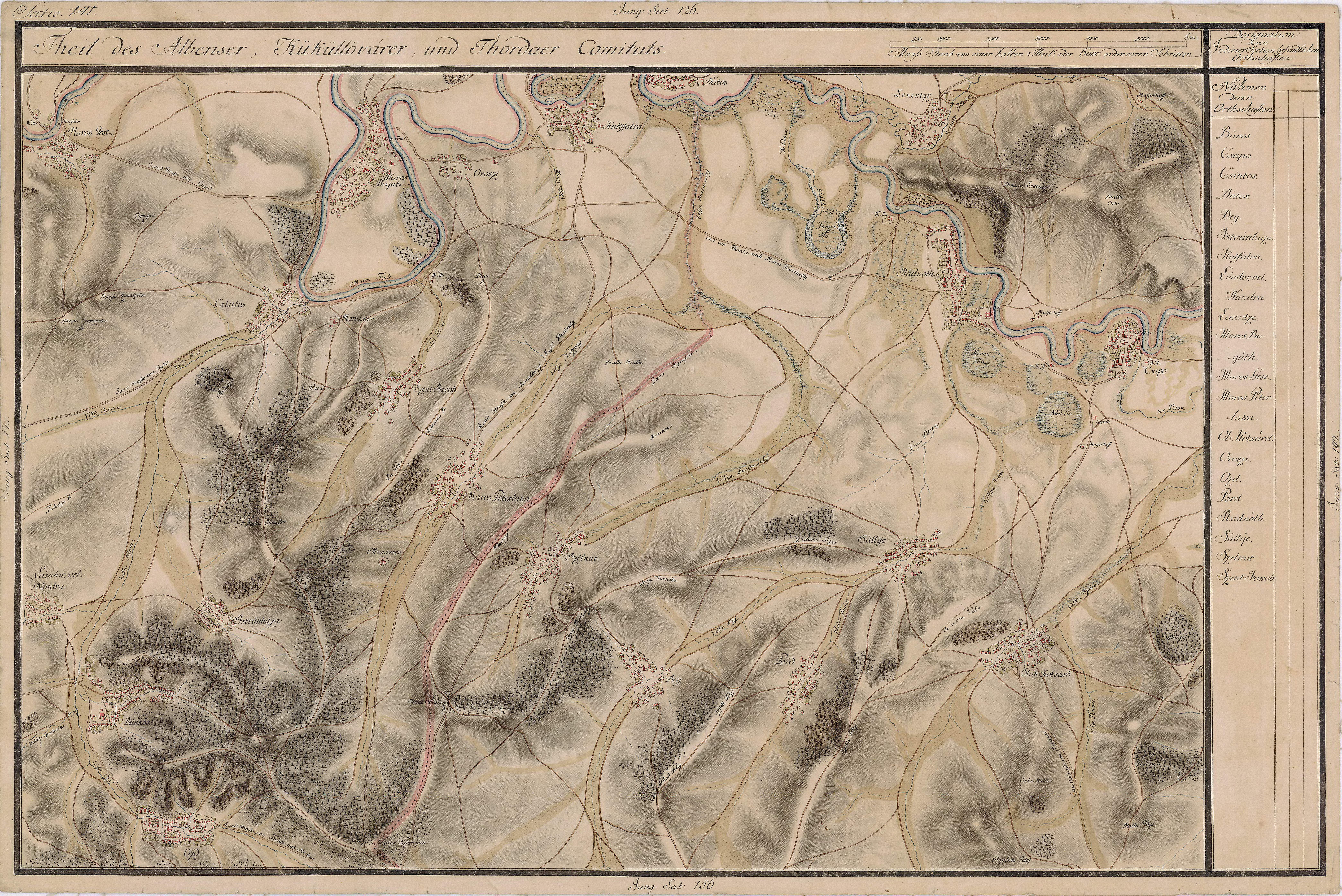
Orosia în Harta Iosefină a Transilvaniei, 1769-1773

Orosia (în maghiară Marosoroszi) este un sat în comuna Cuci din județul Mureș, Transilvania, România.

## Istoric
Prima atestare documentară a satului este din 1410.
Pe Harta Iosefină a Transilvaniei din 1769-1773 (Sectio 141), localitatea a apărut sub numele de „Oroszi”.

## Populație
Conform Recensământului din anul 2022 populația localității era de 192 locuitori în creștere față de datele de la ultimul recensământ când populația localității era de 167 locuitori. 

## Imagini

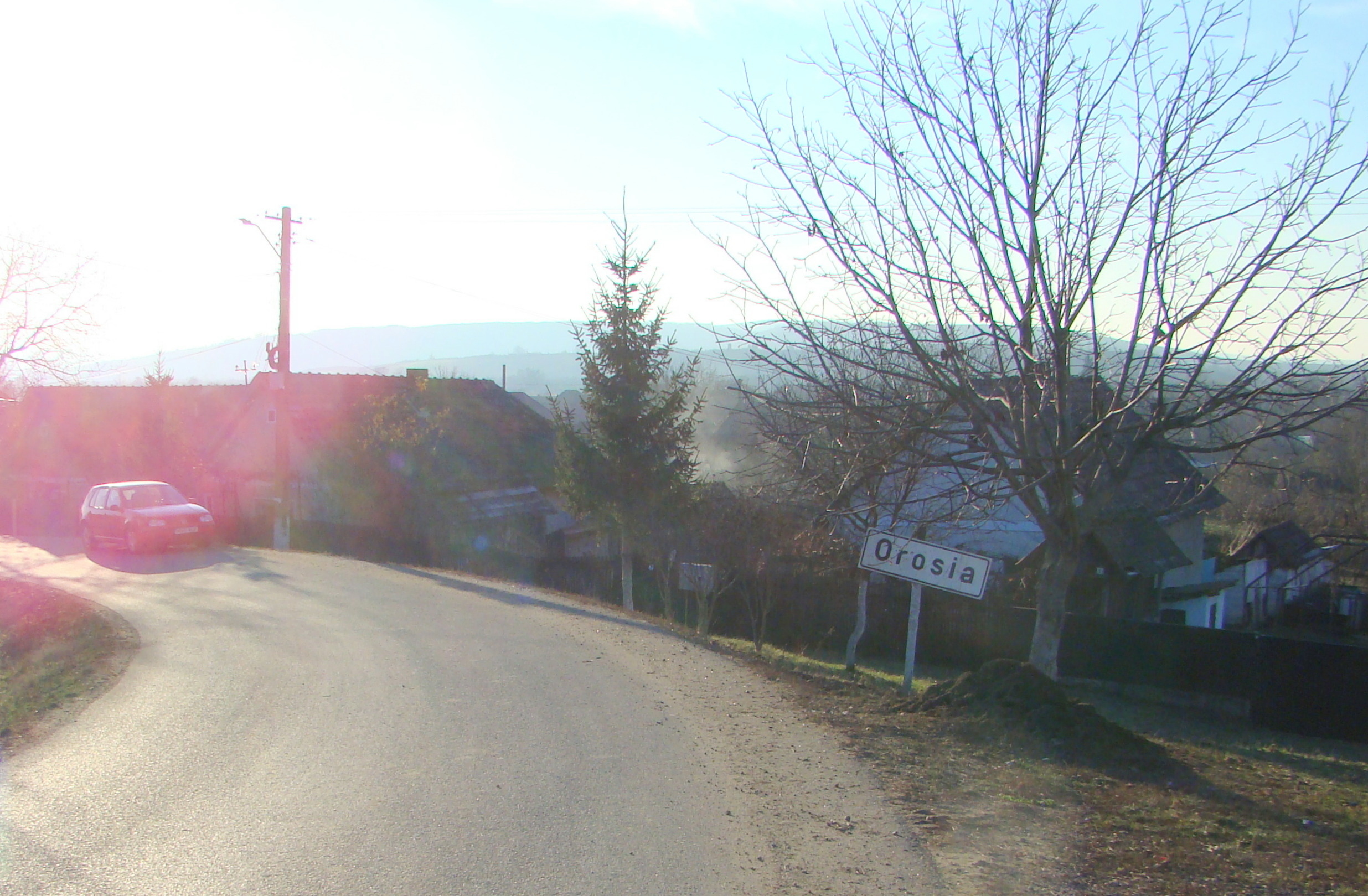
Intrarea în localitate
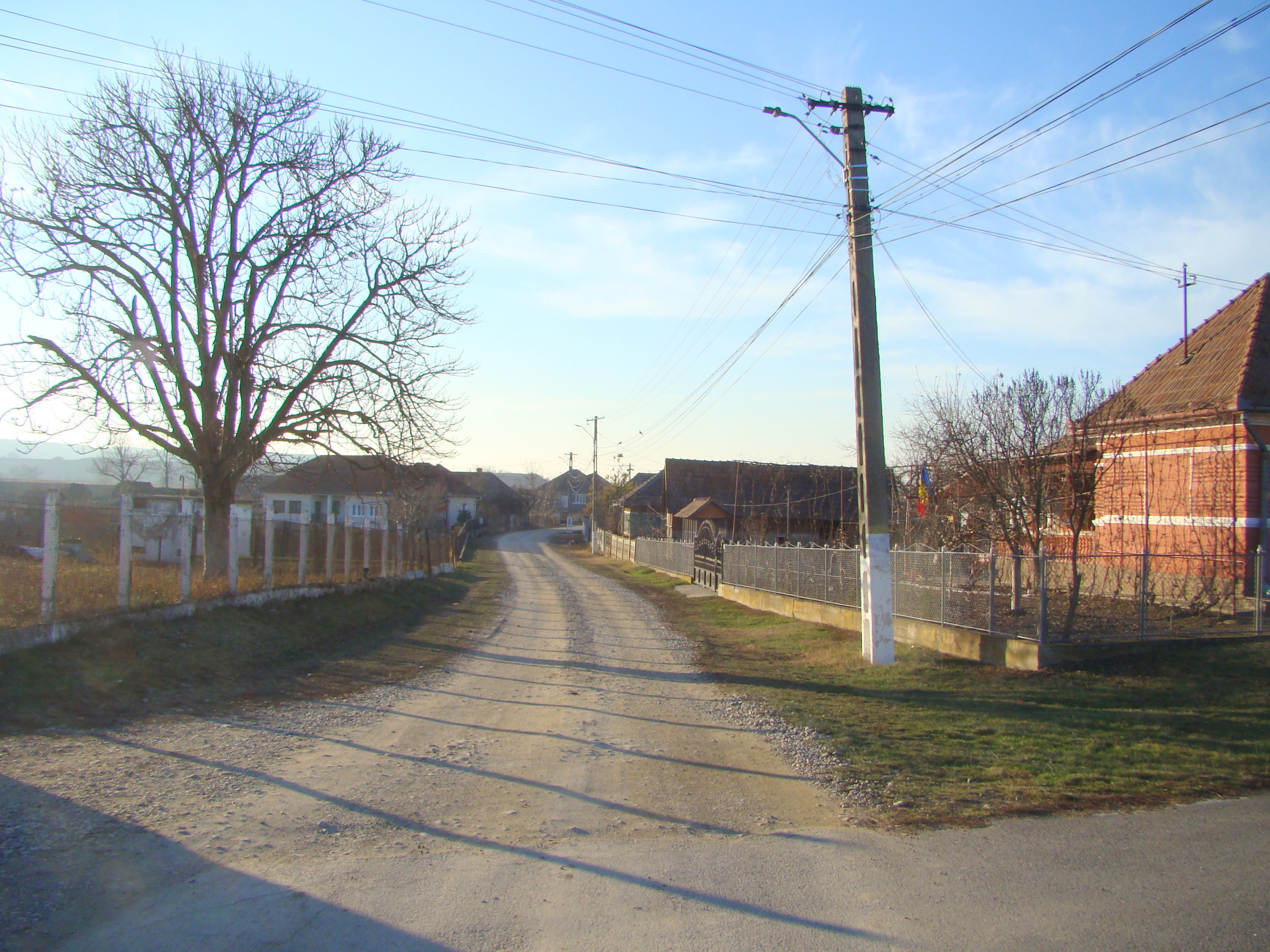
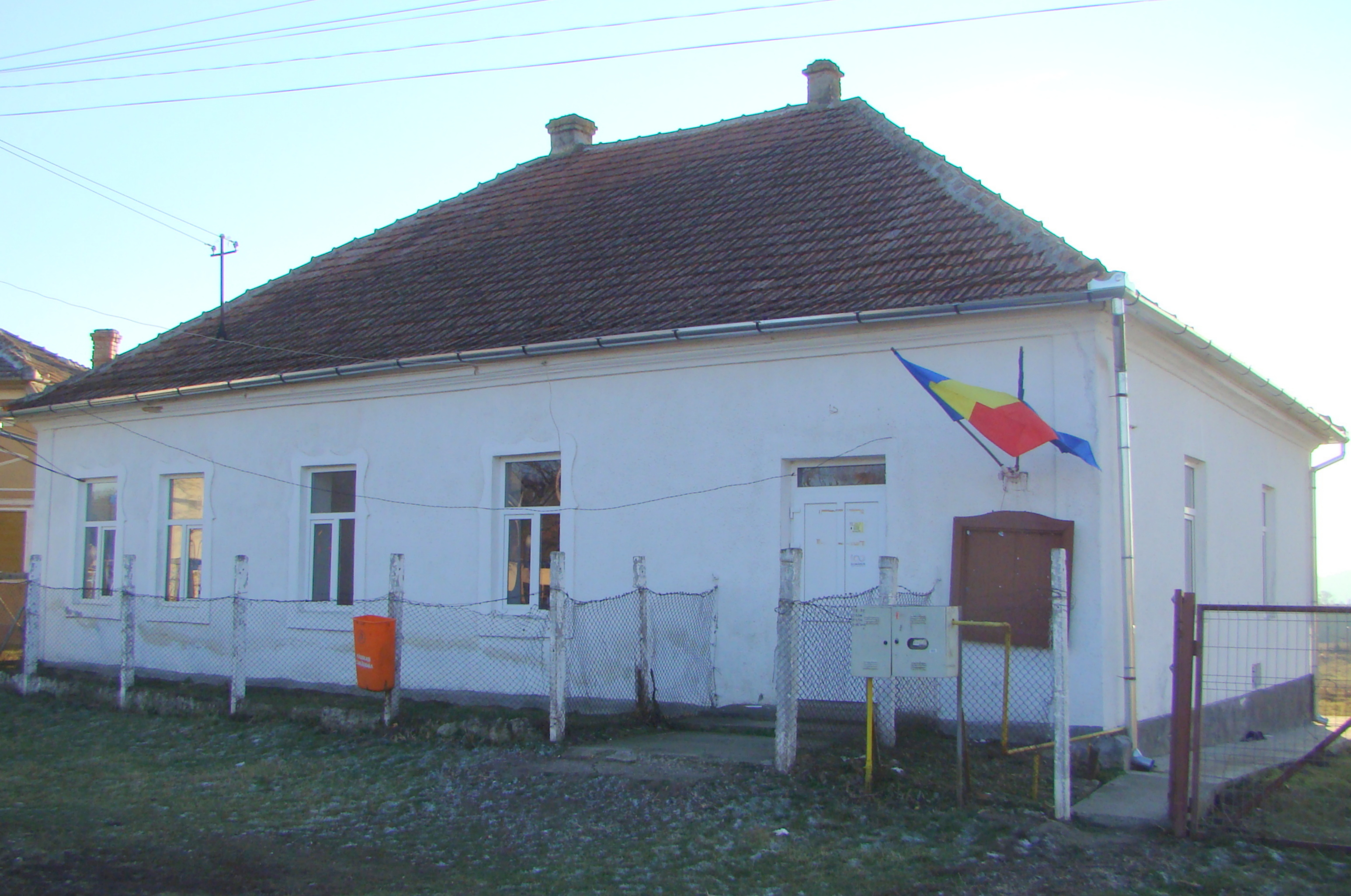
Grădinița
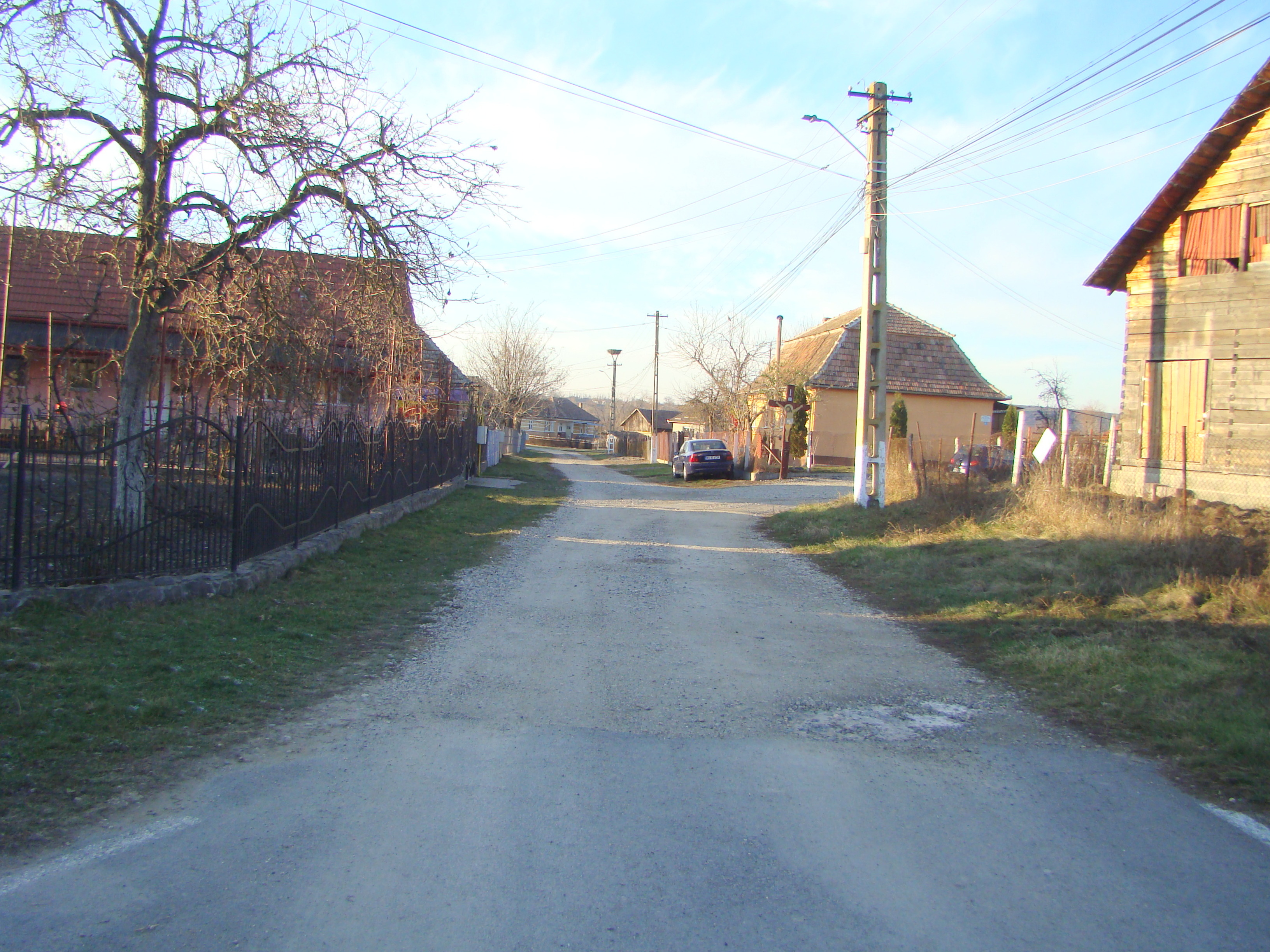
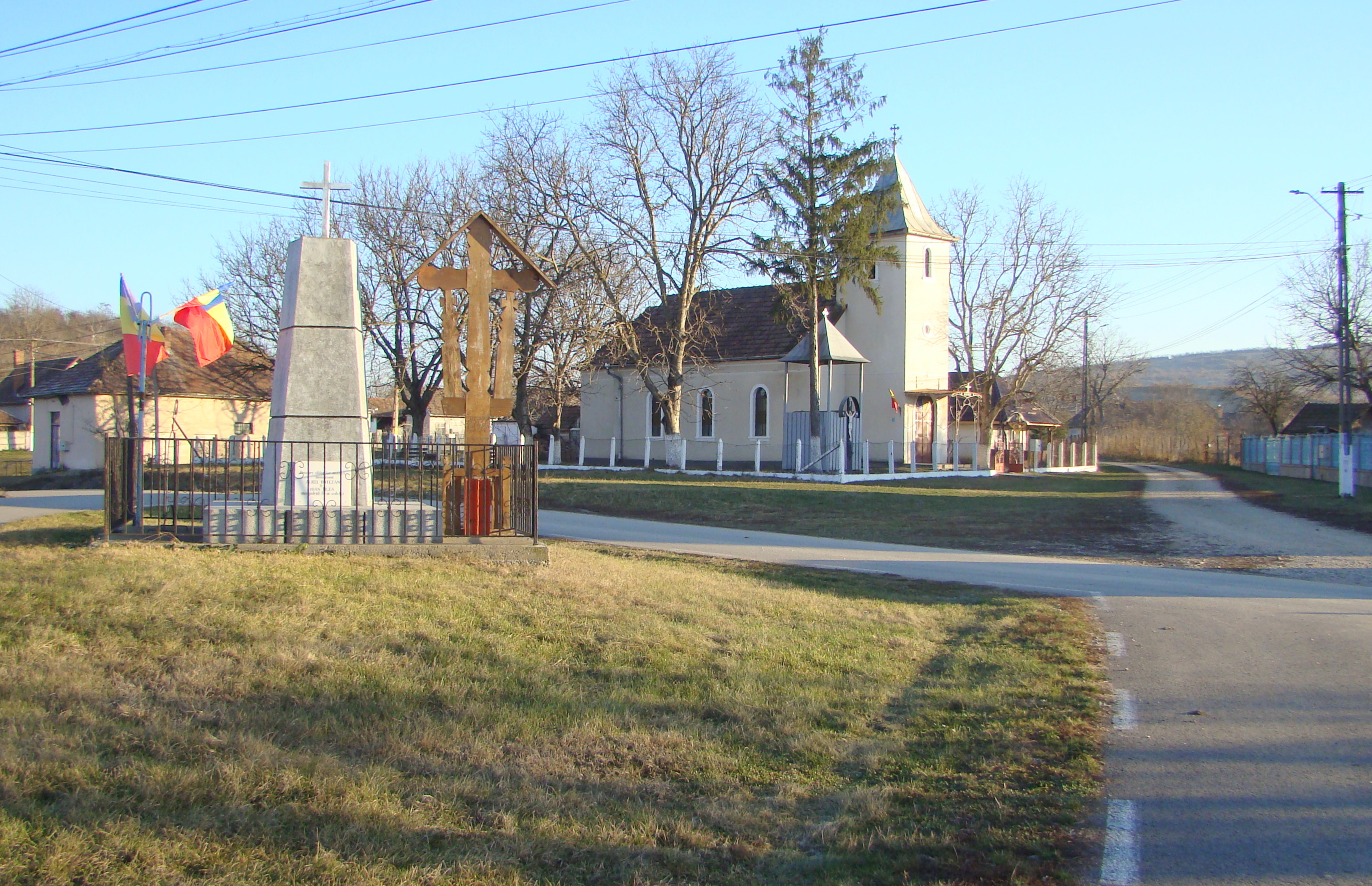
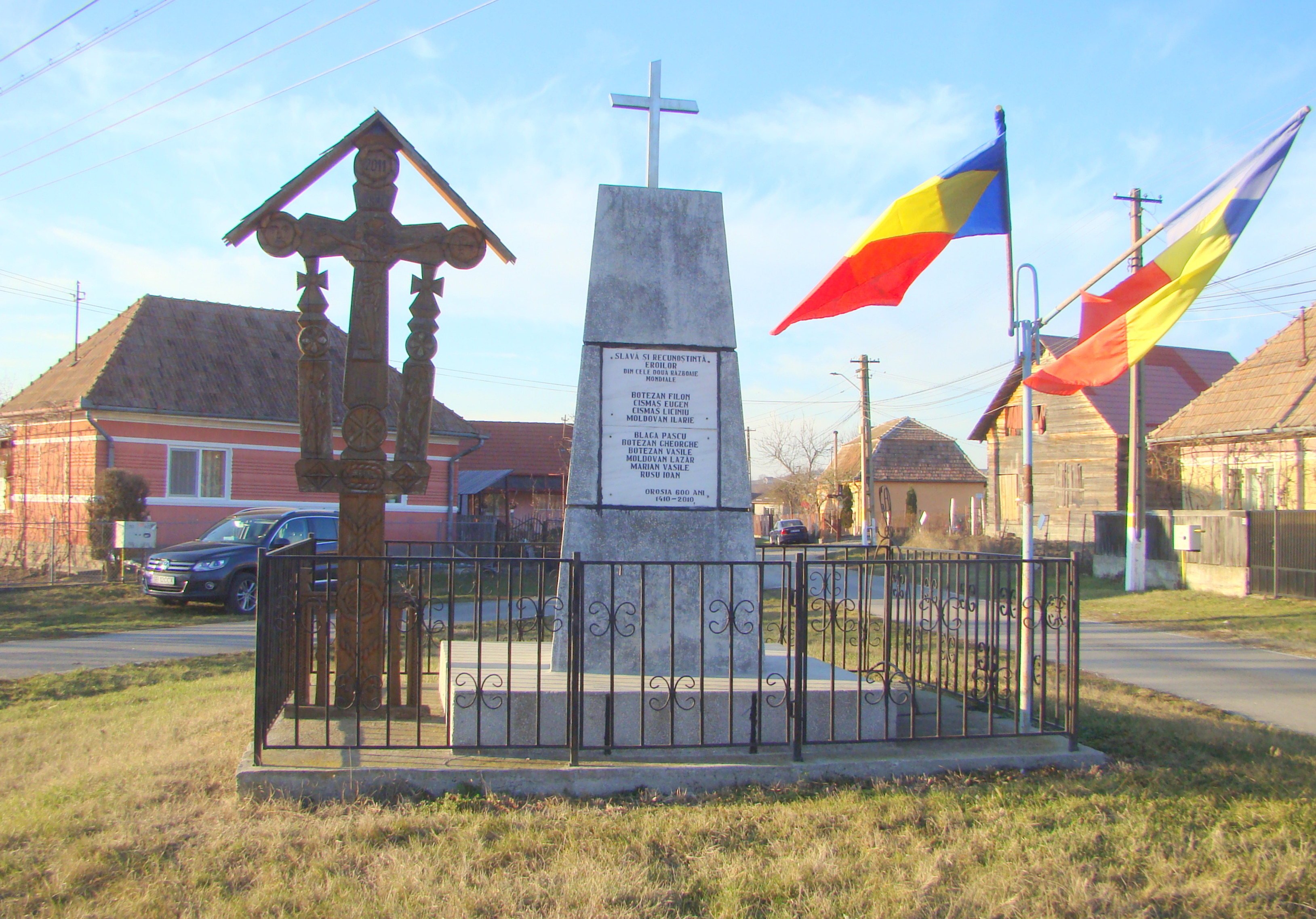
Monumentul eroilor
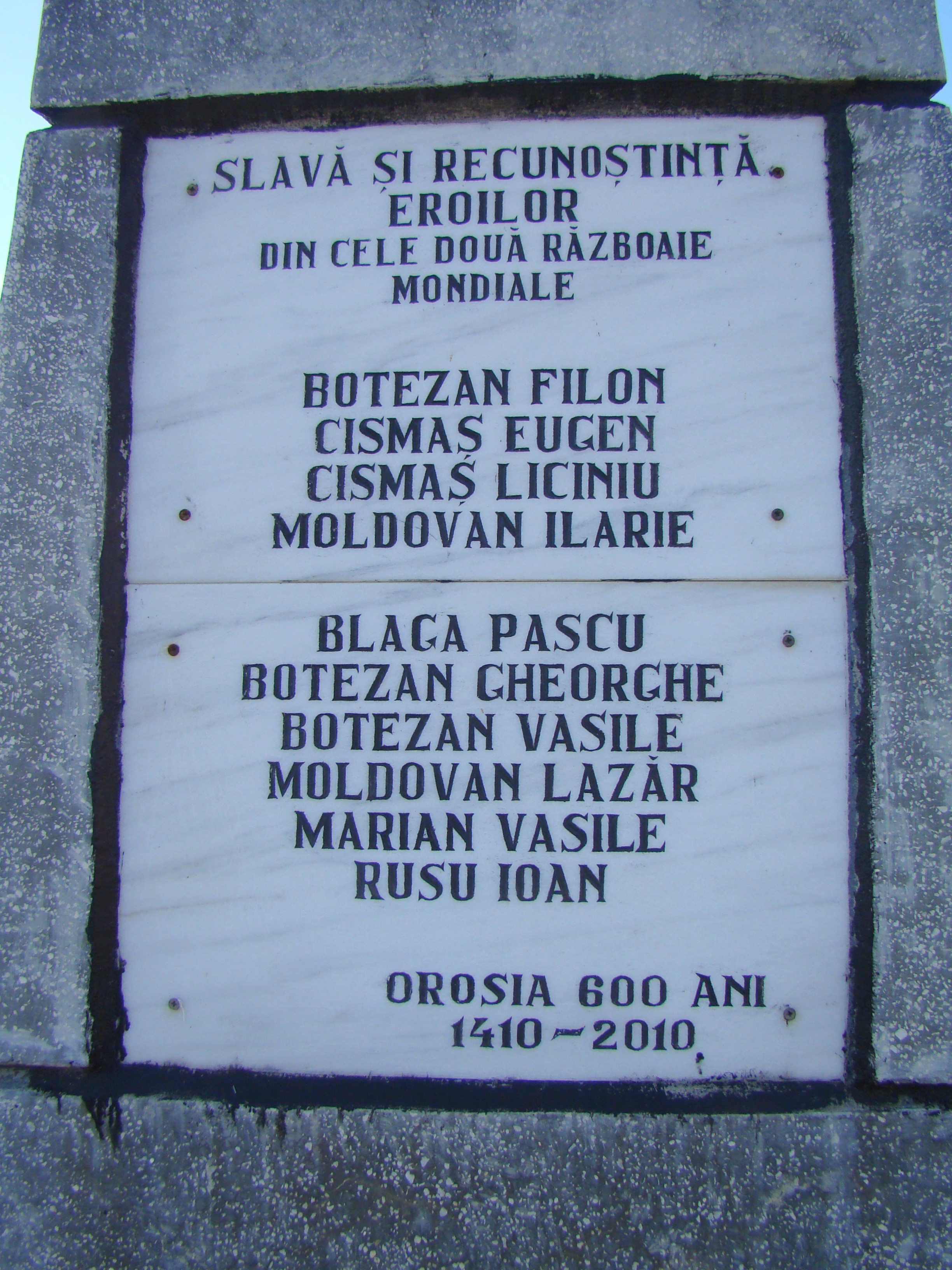
Monumentul eroilor (detaliu)
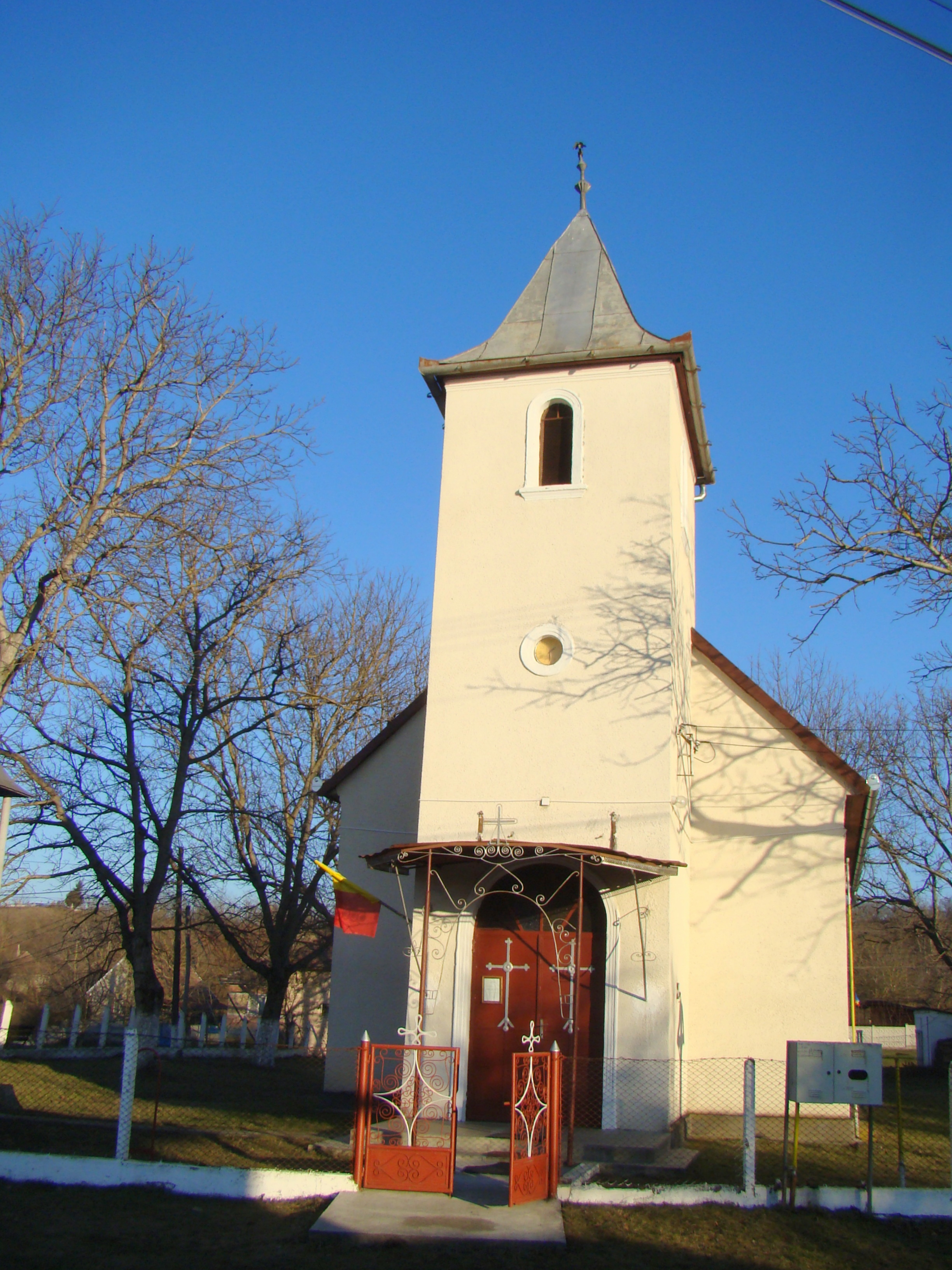
Biserica ortodoxă
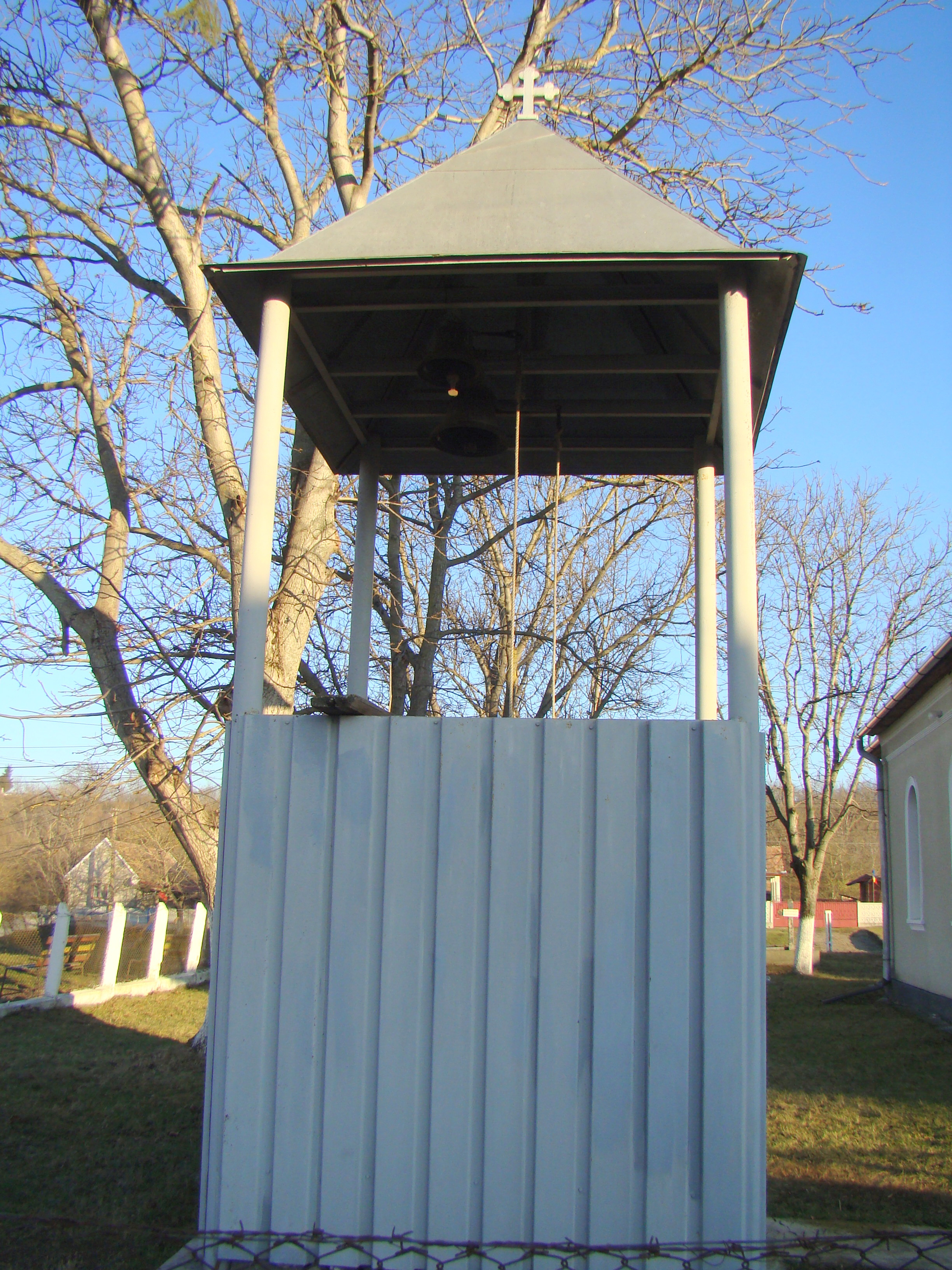
Clopotnița
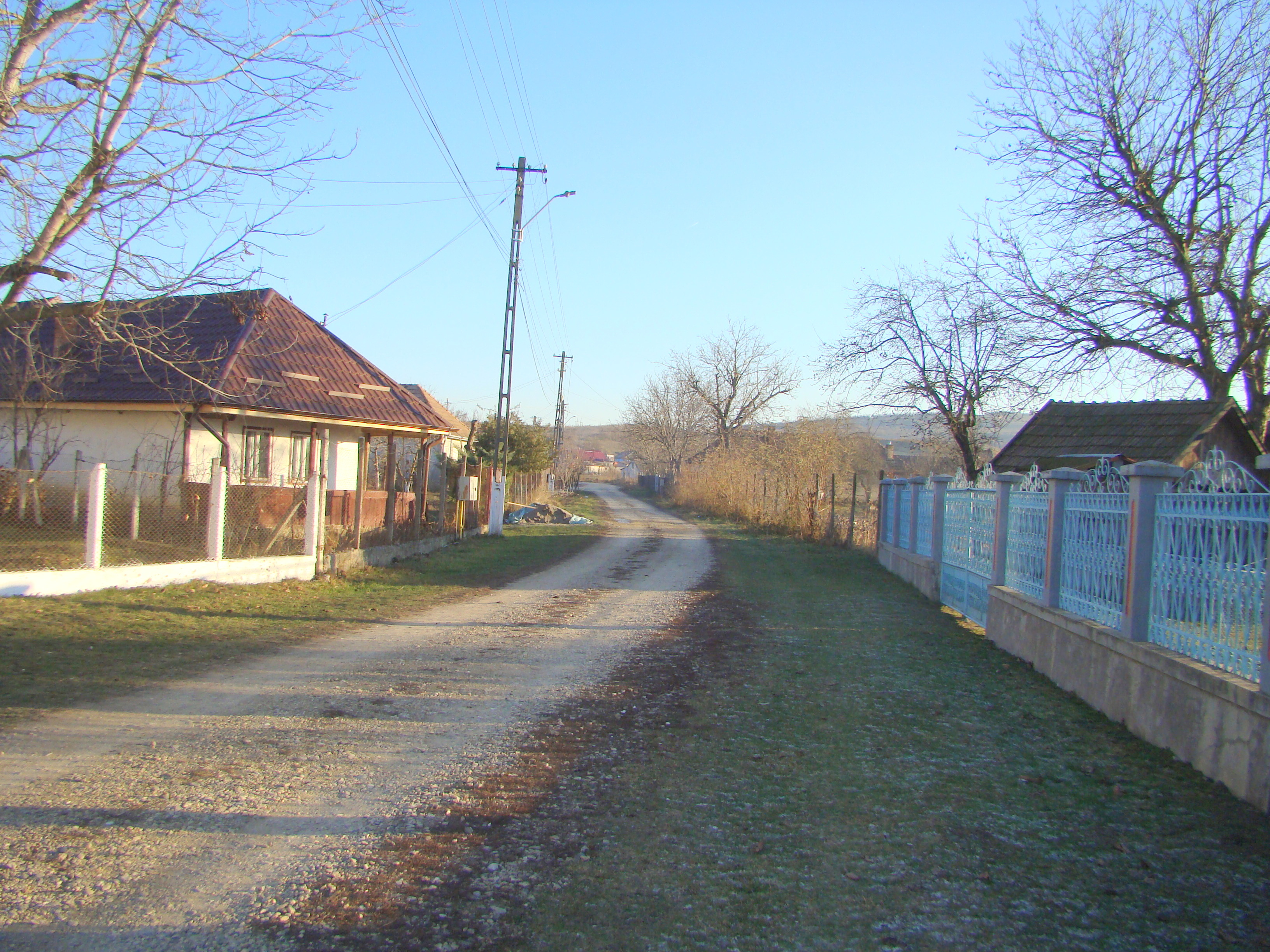

1. ↑  Coriolan Suciu (1968). „Dicționar istoric al localităților din Transilvania (literele O-Z)” (PDF). Accesat în 14 martie 2024.